# Sergio Estrada
Sergio Andrés Estrada Peña (Barranquilla, Atlántico, Colombia, 30 de mayo de 1996) es un futbolista colombiano que juega como guardameta en el Barcelona de España.

## Trayectoria

### Barranquilla F.C.
Sergio Estrada debutó con el Barranquilla F.C., de ese partido no hay información disponible.

### Atlético Junior
Sergio Estrada fue ascendido del Barranquilla F.C. al Atlético Junior.
Sergio Estrada no ha debutado profesionalmente con el Atlético Junior, fue convocado en un partido contra el Atlético Huila, correspondiente a la primera fecha del Torneo Finalización 2016. Este fue un partido aplazado en el cual el Atlético Junior tenía lesionados al portero titular y el suplente, por ello fueron convocados los arqueros Jair Mosquera y Sergio Estrada. 
Fue convocado en primera división con Atlético Junior el 7 de septiembre de 2016 contra Atlético Huila.

## Clubes
| Club              | País       | Año         |
| ----------------- | ---------- | ----------- |
| Barranquilla F.C. | Colombia   | 2014        |
| Atlético Junior   | Colombia   | 2014–2017   |
| Real Cartagena    | (Colombia) | 2020–actual |

## Palmarés

### Campeonatos nacionales
| Título | Club | País | Año |
| ------ | ---- | ---- | --- |

(copa Colombia) 2017
Junior de Barranquilla